# لائودیکیه
لائودیکیه یا Laodikeia در ساحل لیکوس (به یونانی: λαοδίκεια πρὸς τοῦ λύκου Laodikia pros tou Lykou؛ لاتین: Laodicea ad Lycum، همچنین به صورت Laodiceia یا Laodikeia ترجمه شده‌است) (به ترکی مدرن: Lahidikeia) شهری باستانی در آسیای صغیر، ترکیه کنونی بود.

## پیشینه
این استان در محدوده ایالتی قرار داشت که در دوره هلنی به نام‌های کاریا و لیدیا و در دوره روم فریگیه نامیده می‌شد. امروزه در ۶ کیلومتری شمال شهر مدرن دنیزلی قرار دارد. در سال ۲۰۱۳ در فهرست آزمایشی میراث جهانی قرار گرفت.
لائودیکیه نیز یکی از هفت کلیسای آسیایی است که در کتاب مکاشفه ذکر شده‌است.